# Liste der Botschafter der Vereinigten Staaten in Palau
Bis 1994 war Palau Teil eines Treuhandgebiets der Vereinten Nationen, das von den Vereinigten Staaten verwaltet wurde. Am 25. Mai 1994 beendete der Sicherheitsrat der Vereinten Nationen die Treuhänderschaft für den Distrikt Palau, und Palau wurde am 1. Oktober 1994 unabhängig. Die USA erkannten Palau noch am selben Tag an. Die diplomatischen Beziehungen zwischen den USA und Palau wurden am 6. Dezember 1996 aufgenommen, und der Botschafter der Vereinigten Staaten auf den Philippinen Thomas C. Hubbard wurde gleichzeitig in Palau akkreditiert; er residierte weiterhin in Manila. 2004 wurde eine eigenständige US-Botschaft in Palau eingerichtet, zunächst mit Deborah L. Kingsland als Geschäftsträgerin (Chargé d'affaires). Die Liste fasst die US-Botschafter in Palau zusammen.
Im Jahr 2006 wurde die Hauptstadt Palaus von Koror nach Ngerulmud verlegt. Die Botschaft der USA hat ihren Sitz aber nach wie vor in Airai, nordwestlich von Koror.

## Botschafter
| Name                        | Dienstantritt | Dienstende | Anmerkungen |
| --------------------------- | ------------- | ---------- | --- |
| Thomas C. Hubbard           | 1996          | 2000       | zugleich Botschafter in den Philippinen mit Sitz in Manila.                                                                                       |
| Francis J. Ricciardone, Jr. | 2002          | 2004       | zugleich Botschafter in den Philippinen mit Sitz in Manila. Anschließend wurden die Vereinigten Staaten von mehreren Chargé d'Affaires vertreten. |
| Helen Reed-Rowe             | 2010          | 2013       | |
| Amy J. Hyatt                | 2015          | 2020       | |
| John Hennessey-Niland       | 2020          |            | |